# 酪農業

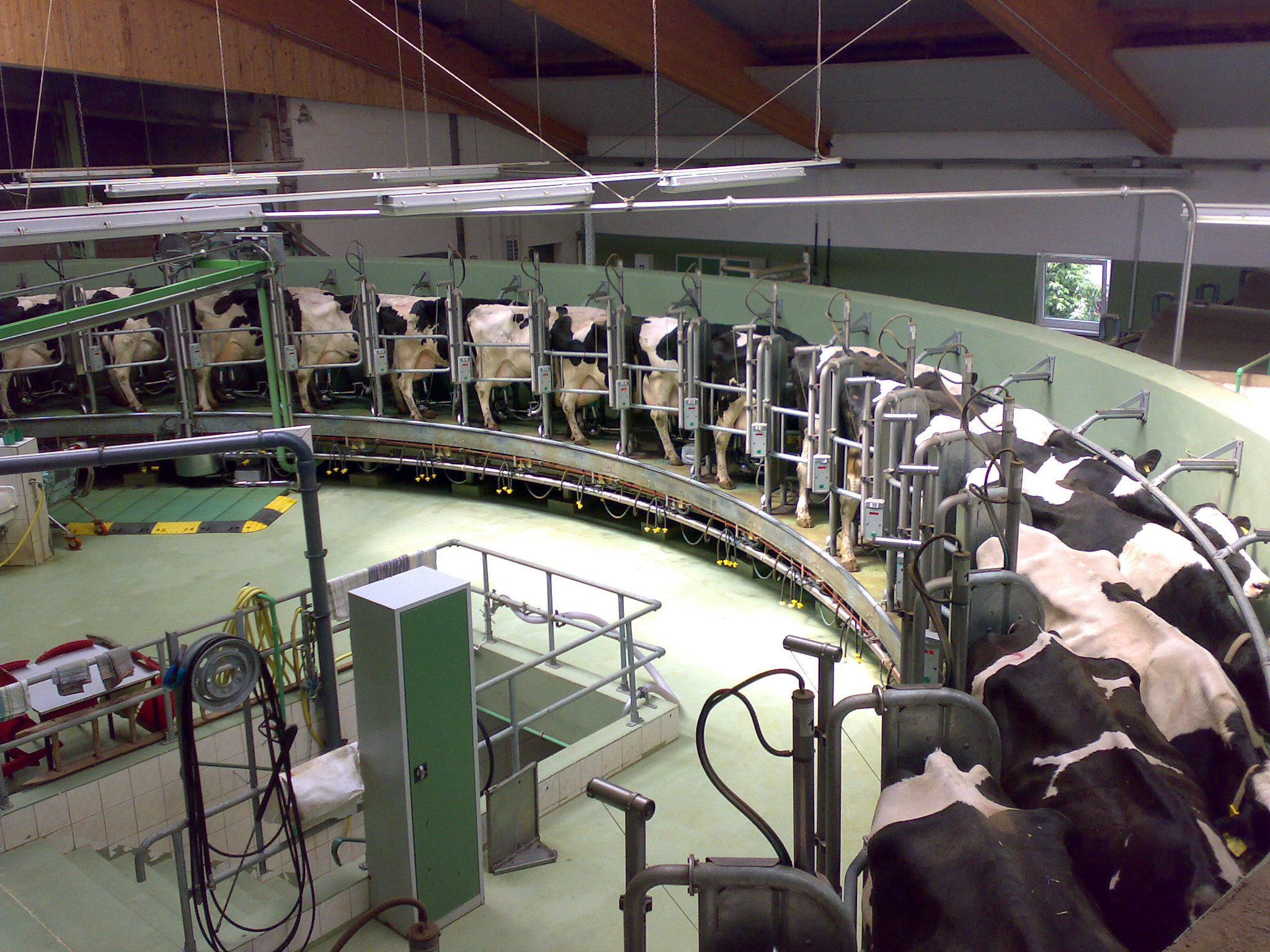
德國一家現代化乳品廠的轉盤式擠乳室

酪農業也称乳畜业（英語：dairy farming）是畜牧業的一種型態，為乳製品提供乳源，屬於乳業的其中一個基本環節，農民種植牧草作为飼料，餵養乳牛、乳羊等，以生產鮮乳或乳製品的農業。酪農業可以追溯至公元前7世紀的新石器时代的歐洲及非洲多個地區。20世紀以前都是以人手在小型的農場中擠奶，及後因為科技的進步而轉趨大型，至1990年代初發明了自動擠乳的機器使酪農業更加像工廠生產線般的流水作業。

## 世界各國的酪農業發展
目前全球牛奶生產量以印度最多，美國、中國次之，主要是以當地市場為主。最大的外銷國為紐西蘭。

## 外部連結
- Fream, William. .  7 (第11版). London: 737–761. 1911.
- Doug Reinemann. . pbswisconsin.org. 18 July 2018  [10 June 2021]. （原始内容存档于2023-06-22）.
- World milk production 1980–2003 （页面存档备份，存于） (FAO diagram)
- Respiratory hazards in dairy and beef farming by D Sewell and others. Institute of Occupational Medicine Research Report TM/95/06
- Climate Change, Heat Stress, and U.S. Dairy Production United States Department of Agriculture, Economic Research Service